# Boisselot & Fils

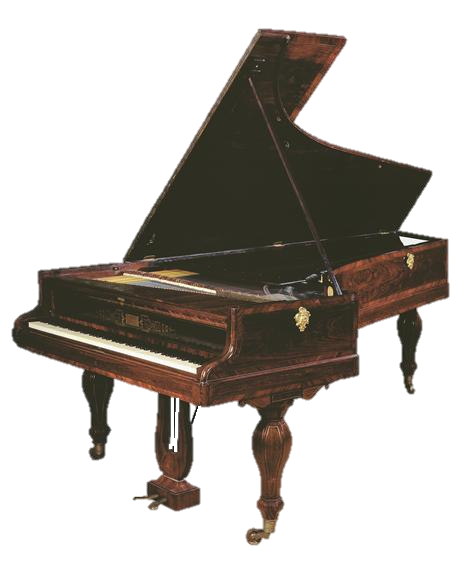
Flügel von Boisselot & Fils

Boisselot & Fils war ein französischer Klavierhersteller, der 1831 in Marseille von Jean Louis Boisselot gegründet wurde und später von seinen Söhnen Louis-Constantin und Xavier Boisselot sowie von dem Enkel Franz Boisselot geleitet wurde.

## Ära Jean-Luis Boisselot
Die Fertigung bei Boisselot begann zunächst mit den zu jener Zeit noch sehr nachgefragten Tafelklavieren. Drei Jahre später, 1834, fertigte man die ersten Flügel und ab 1836 auch Hochklaviere. Der schnelle Anstieg der Produktion mit 70 Arbeitern und 300 Klavieren im Jahr 1834 zeigt, dass Vater und Söhne ihre Sache sorgsam durchdacht und vorbereitet hatten. Die Vorbereitung umfasste eine Ausbildung von Louis Constantin Boisselot als Klavierbau-Lehrling in Paris und Nimes in den Jahren 1826 bis 1827, und 1834 einen Aufenthalt in England, das damals die führende Klavierbaunation war.
Als Produktionsleiter beschäftigten die Boisselots den Piano-Fachmann Frederic Schultz, bis dieser sich 1839 selbständig machte. Sein Nachfolger wurde Mr. Timmermans. Boisselot & Fils verstärkte sich auch mit Klavierbau-Personal von speziellen Fertigkeiten, die man teils aus Deutschland, teils aus England anwarb.
Die konstante Expansion führte im Jahr 1848 zu einer Beschäftigung von 150 Arbeitern und der Fertigung von ca. 400 Flügeln, Tafelklavieren und Hochklavieren. Diesen Erfolg bestätigte die Goldmedaille von 1844, die auf der zehnten Pariser Industrieausstellung der Firma Boisselot zuerkannt wurde. Unter anderen Innovationen präsentierte die Fa. Boisselot erstmals auf dieser Ausstellung einen Mechanismus zum Unbedämpft-Belassen der Töne, die beim Druck auf das neue, dann als Sostenuto bekanntgewordene Pedal gespielt wurden und die in die vom Pedal unbeeinflussten Folgetöne weiterklangen.
Die Wahl von Marseille als Fabrikationsstandort erwies sich als weise: Boisselot & Fils war in den 1840er Jahren einer der größten Klavierhersteller in Frankreich. Die geographische Position eröffnete Vorteile: niedrigere Arbeitskosten, günstigerer Zugang zu exotischen Hölzern im Hafen, ein leichter Zugang zu den Exportmärkten in Spanien, Italien und den französischen Kolonien.
1847 eröffneten die Boisselots eine Niederlassung in Barcelona.

## Ära Louis-Constantin und Xavier Boisselot
Nach dem Tode seines Vaters übernahm Louis-Constantin Boisselot  (* 11. März 1809 in Montpellier; † 5. Juni 1850 in Marseille) die Firmenleitung. Er überlebte jedoch seinen Vater nur um drei Jahre. Der Tod seines älteren Bruders 1850 veranlasste Xavier Boisselot, seine viel versprechende Komponistenkarriere in Paris abzubrechen und die Leitung des väterlichen Unternehmens in Marseille zu übernehmen.

## Ära Franz Boisselot
1865 übergab Xavier Boisselot das Management an seinen Neffen Franz Boisselot (1845–1908), den Sohn seines Bruders Louis Constantin, der nach dem Komponisten und Freund der Familie Franz Liszt getauft worden war.
Franz Boisselot führte das Unternehmen Boisselot & Fils von 1893 bis zu seinem Tode 1908. Danach wurde es unter dem Namen “Manufacture Marseillaise de pianos” neu firmiert. Der Erste Weltkrieg bedeutete das Ende des Unternehmens.

## Boisselot & Fils und Franz Liszt
Franz Liszt, ein persönlicher Freund der Familie aus seinen frühen Zeiten in Paris, wo er den Komponisten Xavier Boisselot kennengelernt hatte, hatte auch mit einem Klavierkonzert die Salle Boisselot eröffnet, einen von Boisselot errichteten Konzertsaal in Marseille nach dem Modell der Säle in Paris, die die Konkurrenten Érard und Pleyel errichtet hatten. Franz Liszt spielte auf seiner letzten Konzerttournee entlang des Schwarzen Meeres einen 1846er Konzertflügel von Boisselot, sehr zum Ärger von Érard in Paris, deren Flügel zuvor stets von Liszt genutzt worden waren.
Diesen Boisselot-Flügel nutzte Franz Liszt dann in Weimar bei seinen Kompositionsarbeiten weiter. Man darf heute einschätzen, dass dieses Instrument  übergreifend das Lieblings-Instrument von Franz Liszt während seiner gesamten Karriere als Konzertpianist und als Komponist war. Das Instrument existiert in Budapest, jedoch in unspielbarem Zustand. Die Art der Abstützung des Flügels gegen den immer stärkeren Saitenzug, realisiert mit stählernen Stützstreben unterhalb des Resonanzbodens, erwies sich nicht als langjährig haltbar und führte wohl noch zu Lebzeiten Liszts zu einem allmählichen Ende seiner Nutzbarkeit. Die Konkurrenten Broadwood, Érard, Pleyel und dann die amerikanischen Klavierfirmen wie Chickering & Sons sowie Steinway & Sons hatten gegen den Saitenzug bessere Konzepte entwickelt.
Der tschechisch-amerikanische Spezialist Paul McNulty erstellte einen Nachbau dieses Instrumentes, das nun in Budapest im Konzertbetrieb steht.